# Tokyo Tapes
Tokyo Tapes es el primer álbum en vivo de la banda alemana de hard rock y heavy metal Scorpions, publicado en 1978 por RCA Records. Su grabación tuvo lugar el 24 y 27 de abril de 1978 en el salón de conciertos del hotel Nakano Sun Plaza de Tokio, en el marco de la gira Taken by Force Tour (1977-1978). Es el último registro del guitarrista Uli Jon Roth, ya que luego de los conciertos por Japón renunció a la banda para iniciar una carrera solista.
Recibió críticas favorables por parte de la prensa especializada. Además de un positivo recibimiento comercial en algunos países europeos, sobre todo en Francia, en donde la Syndicat National de l'Édition Phonographique (SNEP) lo certificó con disco de oro. En 2015, con motivos de la celebración del cincuenta aniversario de Scorpions, el disco se remasterizó con un segundo disco compacto adicional que incluyó siete canciones en vivo, entre ellas «Hell Cat», «Catch Your Train» y «Kimigayo».

## Antecedentes

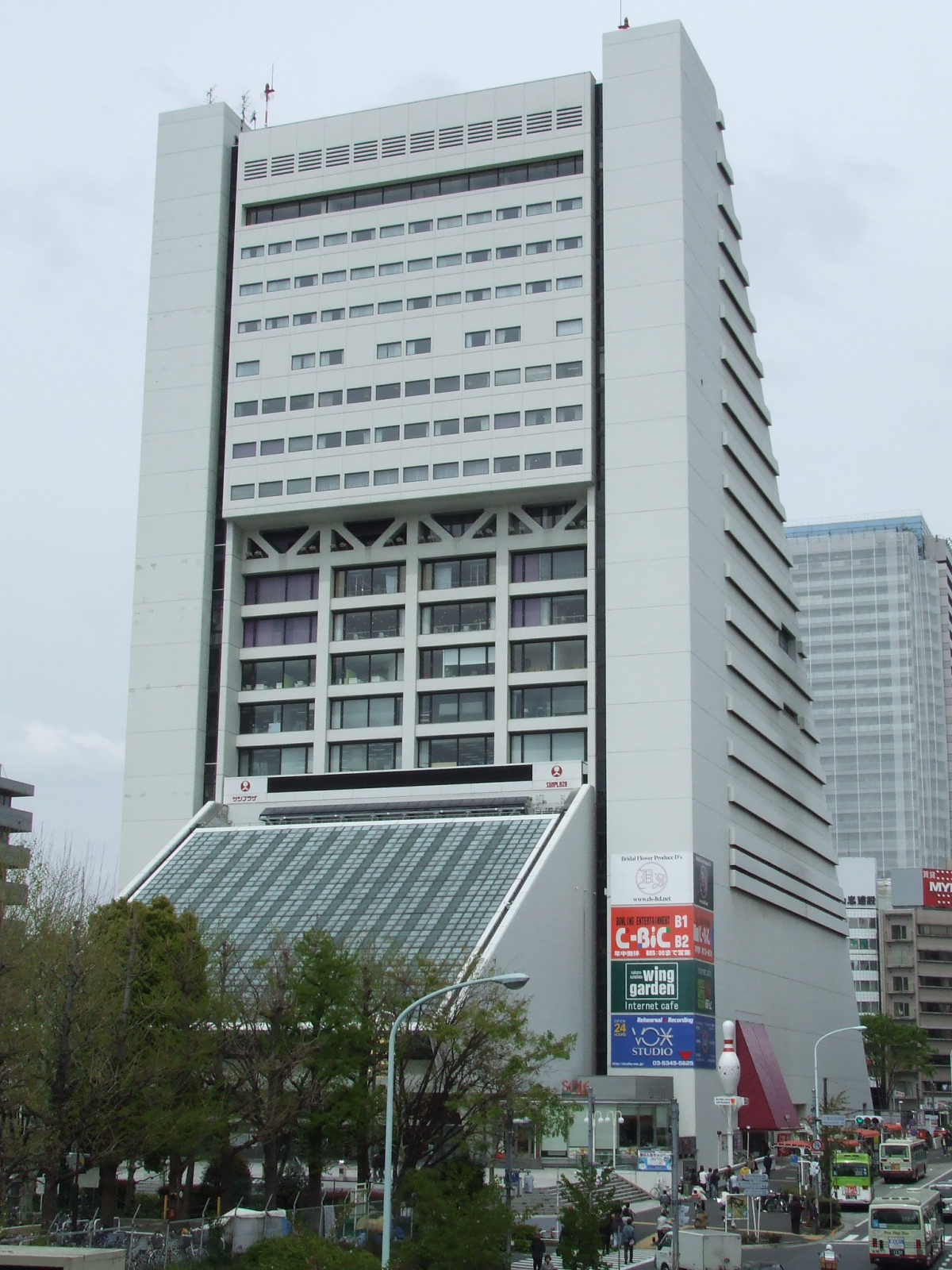
El disco se grabó en el salón de conciertos del hotel Nakano Sun Plaza de Tokio. En la imagen, el edificio en 2006

Hacia la segunda mitad de los años 1970 Scorpions alcanzó una importante popularidad en Japón, ya que sus álbumes Virgin Killer (1976) y Taken by Force (1977) lograron la certificación de disco de oro. Por ese motivo, para abril de 1978 se agendaron los primeros conciertos por ese país en el marco de la gira Taken by Force Tour (1977-1978). De acuerdo con el vocalista Klaus Meine, una vez que llegaron a Tokio recibieron una increíble bienvenida a tal punto que por primera vez se sintieron como una banda internacional. En ese mismo sentido, el batería Herman Rarebell contó que vivieron una especie de beatlemanía y que al fin se dieron cuenta de lo que era ser una estrella de rock.
Por otro lado, antes de que Taken by Force saliera a la venta, el guitarrista Uli Jon Roth consideró renunciar a la banda para iniciar una carrera solista, pero continuó en beneficio de la gira promocional. En una entrevista en 2006 se le consultó si había algún problema con el resto del grupo y señaló que: «No, no, no teníamos ningún problema en la banda, hubo algunos desacuerdos en las letras y esas cosas, yo no estaba contento con algunas de las canciones en ese momento, pero seguimos adelante y fue de buena camadería». Al final, Klaus lo convenció de participar en el disco para, en cierto modo, celebrar el «fin de una era».

## Grabación
La gira por Japón constaba de cinco presentaciones: tres en Tokio (23, 24 y 27 de abril), una en Nagoya (25 de abril) y otra en Osaka (26 de abril), las cuales comenzaron a las 19:00 horas y no contaban con teloneros. La grabación del álbum se realizó en las dos últimas fechas en Tokio, en el salón de conciertos del hotel Nakano Sun Plaza. Para Uli Jon Roth el primer concierto en la capital japonesa (23 de abril) fue el mejor, inclusive mencionó: «Todo fue correcto esa noche, nunca en esos cinco años tuvimos un show como ese». Lamentablemente, dicha presentación no se registró.
Tokyo Tapes posee temas de todas las producciones de estudio publicadas por la banda hasta ese momento, como también cuatro pistas inéditas. La primera de ellas era «All Night Long», la que empleaban como la canción de apertura de sus conciertos hace años pero que no se había grabado con anterioridad en un disco, ya que Uli no la consideraba lo suficientemente fuerte para ser un tema de estudio. También se incluyeron unas versiones de las rocanroleras «Hound Dog» y «Long Tall Sally». Mientras que, solo para estos conciertos, agregaron la canción tradicional japonesa «Kōjō no Tsuki». Según Klaus Meine, antes de viajar a Japón, se contactó con el club de fanes y les sugirió que le buscaran un tema de su cultura para cantar con el público. Con la ayuda de un casete, una profesora de idiomas de Hannover y con el incentivo de su esposa Gabi, Klaus aprendió la letra y su pronunciación. Sin embargo, no le avisó al resto de la banda hasta que llegaron al país asiático, por ende Uli tuvo que realizar la musicalización en el escenario para que fuera una canción de heavy rock.
Si bien no hubo posteriores sobregrabaciones al sonido de la banda, se tuvo que recurrir a una «pequeña sucia idea» para corregir un problema con el registro del ambiente del público. En abril de 2019, Uli Jon Roth aseguró que los ingenieros japoneses registraron los preajustes con un ecualizador y que una vez que se interponían con las palabras de Klaus el público no sonaba bien ni tampoco se podía modificar. Por ese motivo, tuvieron que utilizar el ambiente del álbum Frampton Comes Alive! de Peter Frampton en un loop para corregir el error. En palabras del guitarrista: «Así que el público de Frampton Comes Alive! está en Tokyo Tapes de Scorpions. Tuvimos una gran audiencia pero no fue grabada».

## Lanzamiento y recepción comercial

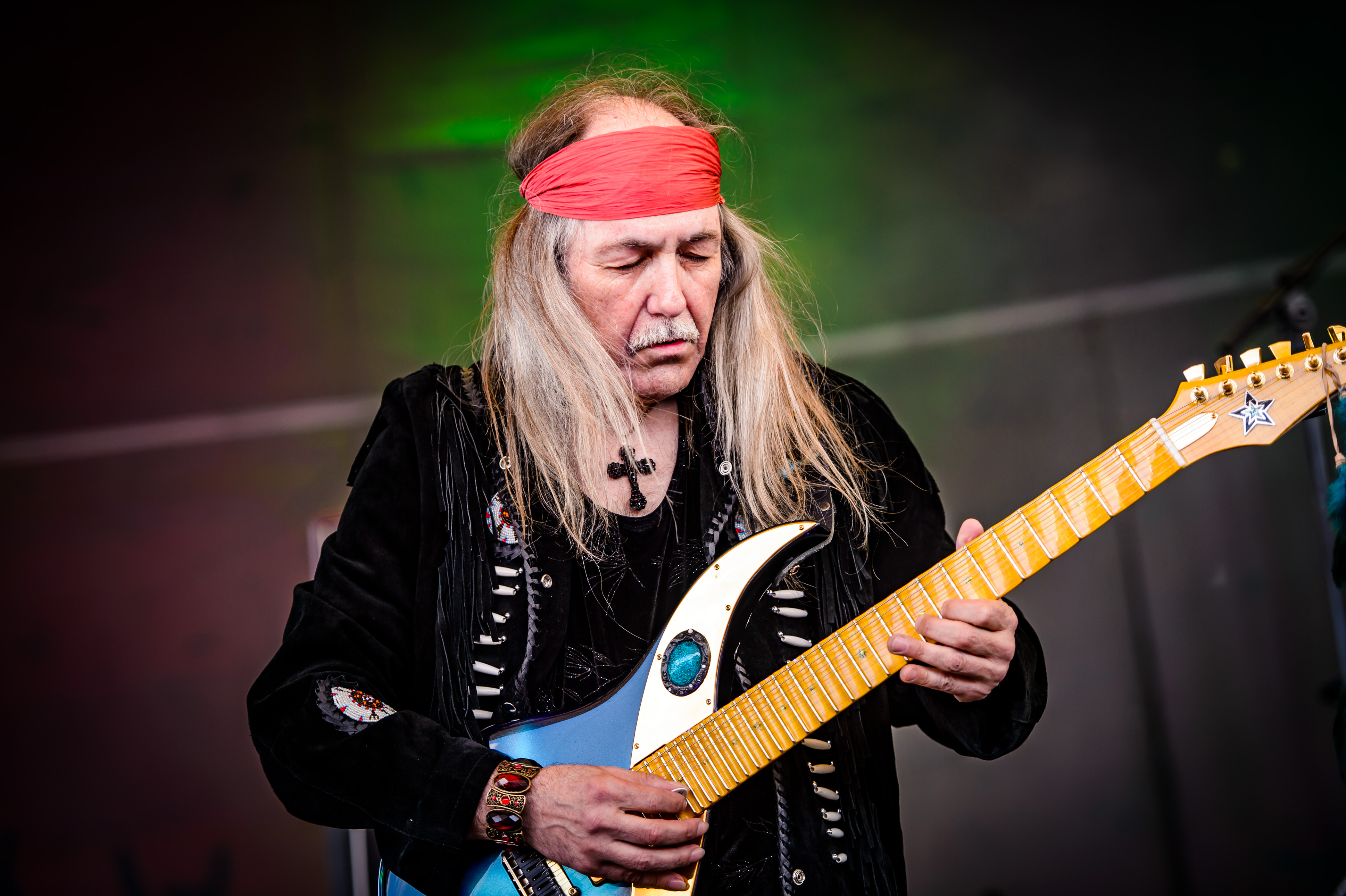
Tokyo Tapes es el primer y único álbum en vivo de Uli Jon Roth con Scorpions, ya que luego de los conciertos por Japón finalmente renunció a la banda

Tokyo Tapes salió a la venta el 15 de agosto de 1978 por el sello RCA. En septiembre del mismo año obtuvo el puesto 35 en el Media Control Charts de Alemania, que lo convierte en la primera producción de la banda en ingresar en la lista musical de su país. El 6 de octubre de 1978 debutó en el Sverigetopplistan de Suecia en la posición 42, mientras que en Japón alcanzó el lugar 51 en el conteo de Oricon. De acuerdo con la revista Cashbox, en Japón, Tokyo Tapes consiguió un disco de oro en menos de un año desde su publicación. Por su parte, en Francia logró la posición 14 y en 1981 la Syndicat National de l'Édition Phonographique (SNEP) lo certificó con disco de oro, luego de vender más de 100 000 copias en ese país. Para la semana del 20 de enero de 1979, llegó hasta el puesto 207 en el Bubbling Under Hot 100 LPs de la revista estadounidense Billboard.
En 2015, con la remasterización llamada Tokyo Tapes 50th Anniversary, nuevamente ingresó en las listas alemana, japonesa y francesa, como también llegó hasta el puesto 165 en el Ultratop de Bélgica. Por otro lado, en agosto de 1978 se publicó el sencillo «All Night Long» en formato EP, que incluía cuatro de las canciones del disco: «All Night Long», «Fly to the Rainbow», «Speedy's Coming» e «In Trance».

## Portada
La carátula original mostraba al guitarrista Rudolf Schenker echado hacia atrás y con el bajista Francis Buchholz dando la espalda a la cámara. La fotografía la tomó el alemán Hans G. Lehmann, quien estuvo a cargo de retratar tanto el viaje a Japón como las presentaciones en vivo. De acuerdo con Klaus Meine querían colocar en la portada una fotografía de la banda tomada directamente de los conciertos y sin una postura ensayada previamente. No obstante, en Japón se reemplazó por una imagen de un escorpión en una rosa roja y con un fondo negro detrás.

## Remasterización: Edición del 50° aniversario
Por motivos de la celebración del 50° aniversario de la banda, el 6 de noviembre de 2015 se relanzó con el título de Tokyo Tapes 50th Anniversary. Esta reedición incluyó un segundo disco compacto con canciones en vivo, las cuales también provienen de las presentaciones japonesas. De los siete temas agregados destacaron «Hell Cat», «Catch Your Train» y «Kimigayo» —himno nacional japonés— ya que fueron descartados para la publicación original.

## Comentarios de la crítica
Tokyo Tapes recibió generalmente reseñas positivas por parte de la crítica especializada. Eduardo Rivadavia de AllMusic lo nombró como «una colección ideal de grandes éxitos de la primera década de Scorpions» y que proporciona la introducción perfecta al material inicial de la banda. Además, destacó la «espectacular ejecución» de Uli Jon Roth, pero criticó su «terrible canto» como también las canciones «Hound Dog» y «Long Tall Sally» a las cuales consideró como «versiones sin sentido». Scott Hudson de la revista en línea PopMatters tuvo una opinión similar con respecto a los temas de rock and roll y a la voz de Uli; aunque resaltó su técnica como guitarrista, sobre todo en «We'll Burn the Sky» y «Fly to the Rainbow». Asimismo, mencionó que: «Para la mayoría, Tokyo Tapes sirve como un puente entre el pasado y el futuro de Scorpions, de lo que fue y de lo que sería» y que «es un disco en vivo tan brillante y entretenido como nunca lo oirás». La revista estadounidense Record World reseñó que el álbum «demuestra el enfoque intransigente» de la banda. mientras que la británica Record Business lo denominó «un doble disco imponente y contundente». Billboard, por su parte, señaló que «combinaba pasajes suaves con el hard rock tradicional y vertiginoso», y comparó su estilo con el de Deep Purple, UFO y Van Halen. Como mejores canciones, la revista nombró a «Suspender Love», «Pictured Life», «In Trance», «Speedy's Coming» y «Dark Lady».
La revista alemana Rock Hard indicó que el disco es la mejor prueba para expresar el dicho de que «nadie es profeta en su propia tierra». Además, aseveró que es un lanzamiento histórico para la música alemana, ya que marca la «entrada definitiva en el mercado mundial de una banda independiente, previamente reservado para los teclados de Tangerine Dream y Kraftwerk» y que, de cierto modo: «pone fin a la era del krautrock». Fraser Lewry en la revisión a los álbumes remasterizados para celebrar el 50° aniversario de la banda aseguró que: «Tokyo Tapes puede sentarse al lado de Made in Japan y Live and Dangerous como uno de los grandes álbumes en vivo de los setenta». Paul Elliot de Loudersound lo posicionó en el séptimo puesto de los diez mejores álbumes en vivo de todos los tiempos y señaló que es un «monumento al Scorpions de antaño». Por su parte, el crítico canadiense Martin Popoff lo posicionó en el puesto 461 en su libro Los 500 álbumes de heavy metal de todos los tiempos.

## Lista de canciones
| N.º | Título                                      | Escritor(es)                                        | Duración |  |
| 1.  | «All Night Long»                            | Roth, Meine                                         | 3:35     |  |
| 2.  | «Pictured Life»                             | Schenker, Meine, Roth                               | 3:16     |  |
| 3.  | «Backstage Queen»                           | Schenker, Meine                                     | 3:41     |  |
| 4.  | «Polar Nights»                              | Roth                                                | 6:56     |  |
| 5.  | «In Trance»                                 | Schenker, Meine                                     | 5:30     |  |
| 6.  | «We'll Burn the Sky»                        | Schenker, Monika Dannemann                          | 8:13     |  |
| 7.  | «Suspender Love»                            | Schenker, Meine                                     | 3:41     |  |
| 8.  | «In Search of the Peace of Mind»            | R.Schenker, M. Schenker, Meine, Heimberg, Dziony    | 3:03     |  |
| 9.  | «Fly to the Rainbow»                        | M. Schenker, Roth                                   | 9:50     |  |
| 10. | «He's a Woman She's a Man»                  | Schenker, Meine, Rarebell                           | 5:30     |  |
| 11. | «Speedy's Coming»                           | Schenker, Meine                                     | 3:37     |  |
| 12. | «Top of the Bill»                           | Schenker, Meine                                     | 6:45     |  |
| 13. | «Hound Dog» (cover de Big Mama Thornton)    | Leiber y Stoller                                    | 1:23     |  |
| 14. | «Long Tall Sally» (cover de Little Richard) | Enotris Johnson, Robert Blackwell, Richard Penniman | 2:50     |  |
| 15. | «Steamrock Fever»                           | Schenker, Meine                                     | 3:53     |  |
| 16. | «Dark Lady»                                 | Roth                                                | 4:22     |  |
| 17. | «Kōjō no tsuki"» (arreglos por Scorpions)   | Rentarō Taki, Bansui Tsuchi                         | 3:35     |  |
| 18. | «Robot Man»                                 | Schenker, Meine                                     | 5:51     |  |

| Disco compacto adicional - Edición 50th Anniversary |                                      |                           |          |  |
| N.º                                                 | Título                               | Escritor(es)              | Duración |  |
| 1.                                                  | «Hell Cat» (en vivo)                 | Roth                      | 9:45     |  |
| 2.                                                  | «Catch Your Train» (en vivo)         | Schenker, Meine           | 3:51     |  |
| 3.                                                  | «Kimigayo» (en vivo)                 | Hayashi Hiromori          | 1:30     |  |
| 4.                                                  | «Polar Nights» (en vivo)             | Roth                      | 7:30     |  |
| 5.                                                  | «He's a Woman She's a Man» (en vivo) | Schenker, Meine, Rarebell | 6:04     |  |
| 6.                                                  | «Top of the Bill» (en vivo)          | Schenker, Meine           | 10:46    |  |
| 7.                                                  | «Robot Man» (en vivo)                | Schenker, Meine           | 6:49     |  |

## Posicionamiento en listas semanales
| País           | Lista (1978-1979)          | Posición |
| -------------- | -------------------------- | -------- |
| Alemania       | Media Control Charts       | 35       |
| Estados Unidos | Bubbling Under Hot 100 LPs | 207      |
| Estados Unidos | Cashbox Top 200 Albums     | 133      |
| Estados Unidos | Record World Album Charts  | 172      |
| Francia        | French Albums Chart        | 14       |
| Japón          | Japan Albums Chart         | 51       |
| Suecia         | Sverigetopplistan          | 42       |
| País           | Lista (2015)               | Posición |
| Japón          | Japan Albums Chart         | 62       |
| Alemania       | Media Control Charts       | 70       |
| Bélgica        | Ultratop                   | 165      |
| Francia        | French Albums Chart        | 192      |

## Certificaciones
| País    | Organismo certificador | Certificación | Ventas certificadas | Ref.   |
| ------- | ---------------------- | ------------- | ------------------- | ------ |
| Francia | SNEP                   | Oro           | 100 000             | [ 21 ] |
| Japón   | RIAJ                   | Oro           | 100 000             | [ 19 ] |

## Créditos
| - Klaus Meine: voz - Rudolf Schenker: guitarra rítmica - Uli Jon Roth: guitarra líder y voz principal en pistas cuatro, nueve y dieciséis - Herman Rarebell: batería - Francis Buchholz: bajo | - Dieter Dierks: producción - Tomatsu Yoshida: ingeniería - Hans G. Lehmann: fotografía - Dieter Wegner: remasterización |

Fuente: Discogs.